# Medalla Frank Fenner
La Medalla Frank Fenner (Frank Fenner Medal) es un premio concedido anualmente a la tesis doctoral más destacada presentada en la John Curtin School of Medical Research de la Universidad Nacional de Australia. Toma su nombre del eminente científico Frank Fenner, que desarrollo gran parte de su carrera ligado a dicha escuela, siendo su director entre 1967 y 1973.
El premio consiste en una medalla y un premio en metálico. El propósito de la medalla Frank Fenner es alentar a los estudiantes de doctorado a conseguir un trabajo excelente. Esta medalla es uno de los pocos premios que recompensan los méritos conseguidos en una etapa tan temprana de la carrera investigadora.

## Ganadores de la Medalla Frank Fenner
- 2007 Di Yu por "Biomarkers of T cell help to germinal centre B cells"
- 2006 Amanda de Mestre por "Regulation of heparanase transcription"
- 2005 Adrian Liston por "Genetic lesions in thymus-aquired self tolerance"
- 2004 Allison Jones por "Functional studies of histidine-rich glycoprotein"
- 2003 Dr Ming Yang por "Molecular mechanisms regulating eosinophil migration and airways hyperreactivity."
- 2002 Dr Francis Willard por "Functional roles of growth factor receptor signal transduction pathways"
- 2001 Dr Jade Forwood por "Importin b-mediated nuclear import pathways for DNS-binding proteins"
- 2000 Dr Anna Reynolds por "Molecular mechanisms regulating the retrograde axonal transport of neurotrophic factors"
- 1999 Dr Sabine Piller por "Structure function studies of virus protein R from human immunodeficiency virus-1"
- 1998 Dr Cheryl Wise por "Comparative molecular genetics of humans and chimpanzees"
- 1997 Dr Simon Hogan por "Role of cytokines in the regulation of allergic airways inflammation"
- 1996 Dr Michael Grimm por "Recruitment of leukocytes to inflammatory bowel disease (IBD) - affected mucosa"
- 1995 Dr Tracy Hale por "Regulation of the mouse p53 promoter"